# John Abell
John Abell (Aberdeenshire, 1660 - Cambridge, 1724) fou un contratenor i tocador de llaüt anglès.
Fou mestre de capella dels reis Carles II, Jaume II i Guillem III; desterrat de la seva pàtria per professar el catolicisme, va recórrer diversos països d'Europa, en els que es va fer admirar per la seva excel·lent veu de tenor, i l'any 1700 tornà al seu país, on va morir el 1724.
Les seves obres més importants són una Col·lecció de cançons en diferents idiomes i els Aires d'Abell.